# XTRMNTR
XTRMNTR é o sexto álbum de estúdio da banda escocesa Primal Scream lançado no ano 2000. O nome do disco utiliza todas as consoantes da palavra inglesa Exterminator (exterminador).
Assim como a Screamadelica, que tentou encapsular a importância da cultura do ecstasy, ou Vanishing Point que tentou exorcizar sua própria insanidade, XTRMNTR  é uma realização. O álbum começa com uma amostra gloriosamente vingativa de um garoto no comando de "Kill All Hippies" (Matar Todos os Hippies), e isso basicamente declara o tema geral de todo álbum e justifica seu nome.
XTRMNTR é pode ser tomado como um álbum de protesto - sonoramente, bem como liricamente.

## Faixas
1. "Kill All Hippies" (written by Primal Scream/M. Nelson/Discovery Productions Inc.) 4:57
2. "Accelerator" 3:41
3. "Exterminator" 5:49
4. "Swastika Eyes" (Jagz Kooner mix) 7:05
5. "Pills" 4:17
6. "Blood Money" 7:03
7. "Keep Your Dreams" 5:24
8. "Insect Royalty" 3:35
9. "MBV Arkestra" ("If They Move Kill 'Em") 6:41
10. "Swastika Eyes" (Chemical Brothers mix) 6:33
11. "Shoot Speed/Kill Light" 5:19
12. "I'm 5 Years Ahead of My Time" (U.S. bonus track, The Third Bardo cover) 4:08